# Nowoczerkask
Nowoczerkask (ros. Новочеркасск) – miasto w południowej Rosji, w obwodzie rostowskim, nad Aksajem (dopływ Donu). Około 168 tys. mieszkańców (2020).

## Historia

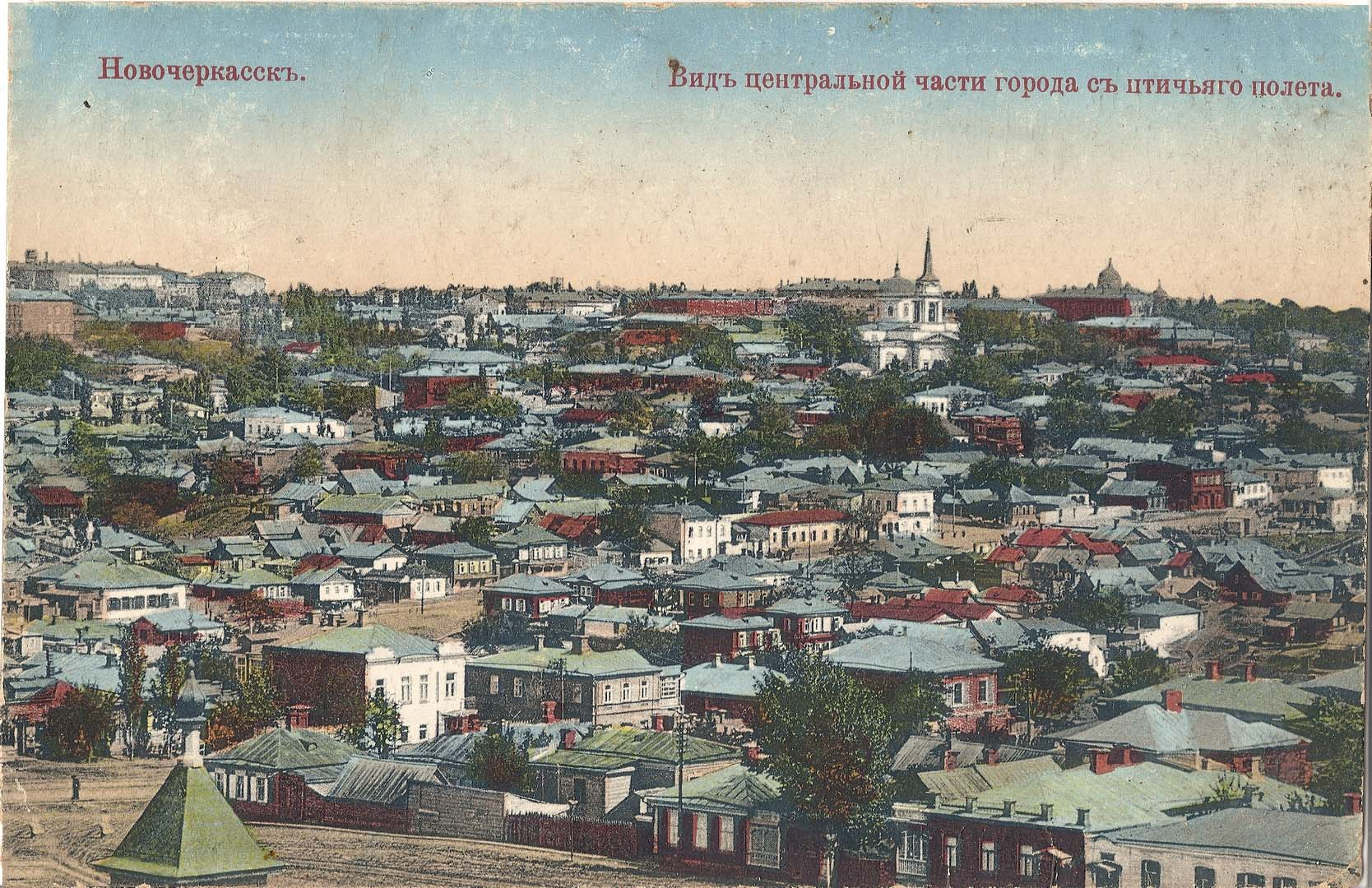
Nowoczerkask na początku XX w.

Miasto zostało założone w roku 1805 jako centrum administracyjne obwodu kozaków dońskich. Budową miasta kierowali ataman kozacki Matwiej Płatow i niderlandzki architekt François Sainte de Wollant.
W pierwszych miesiącach wojny domowej w Rosji Nowoczerkask był jednym z głównych ośrodków białych, to w tym mieście oraz w Rostowie nad Donem gen. Ławr Korniłow i gen. Michaił Aleksiejew rozpoczęli tworzenie Armii Ochotniczej. Chcąc zniszczyć tę siłę w zarodku, rząd Lenina skierował nad Don zgrupowanie pod dowództwem Władimira Antonowa-Owsiejenki, co zmusiło białych do opuszczenia miasta w końcu lutego 1918 r. Nowoczerkask znalazł się w granicach Dońskiej Republiki Radzieckiej, która przetrwała do maja tego samego roku. Następnie, po obaleniu republiki wskutek antybolszewickiego powstania Kozaków, stał się stolicą Republiki Dońskiej. Został ostatecznie zajęty przez Armię Czerwoną 7 stycznia 1920 r.
Podczas II wojny światowej miasto okupowane było przez wojska niemieckie od 24 lipca 1942 do 13 lutego 1943.
2 czerwca 1962 w miejscowych Zakładach Budowy Lokomotyw Elektrycznych (NEWZ) miał miejsce protest pracowników, związany z podwyżką cen żywności, który został krwawo stłumiony przez władze z użyciem armii.

## Gospodarka
W mieście rozwinął się przemysł taboru kolejowego, maszynowy, elektrotechniczny, chemiczny, materiałów budowlanych oraz spożywczy.

## Oświata
- Południowo-Rosyjski Państwowy Uniwersytet Techniczny (były Doński Instytut Politechniczny)
- W Nowoczerkasku od 1991 mieści się Nowoczerkaska Suworowska Szkoła Wojskowa MSW Rosji.

## Polacy w Nowoczerkasku

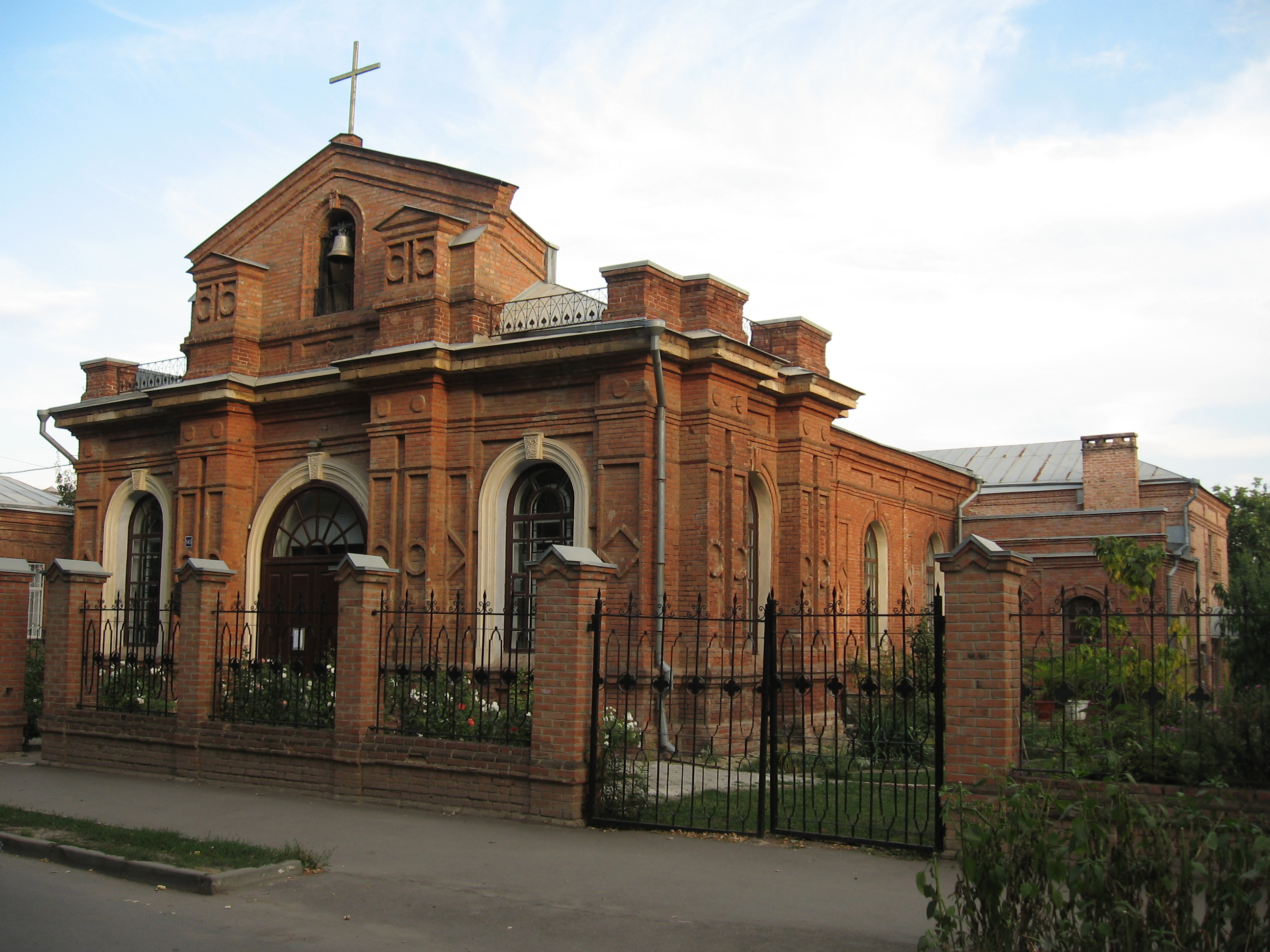
Kościół Wniebowzięcia NMP

Według danych carskich w 1897 w Nowoczerkasku mieszkało 190 Polaków, stanowiąc 0,37% miejskiej populacji. W XIX w. tutejsze gimnazjum ukończył filozof Władysław Mieczysław Kozłowski. W XX w. studia na Dońskim Instytucie Politechnicznym w Nowoczerkasku podjęli Władysław Weryho i Józef Dubiski, a profesorem i dziekanem na uczelni był Antoni Rogiński.
W Nowoczerkasku urodzili się:
- 1883 – Mateusz Siemionkin, jeden z pionierów psychiatrii humanistycznej w Polsce
- 1917 – Witold Łokuciewski, pułkownik pilot Wojska Polskiego, as myśliwski
- 1918 – Władysław Węgorek, entomolog, dyrektor Instytutu Ochrony Roślin w Poznaniu, członek Armii Krajowej

W latach 1902–1906 Polacy wznieśli kościół katolicki pw. Wniebowzięcia NMP, zaprojektowany przez Bronisława Brochwicza-Rogoyskiego.
Podczas II wojny światowej w 1941 w mieście przebywał Tadeusz Pióro.
Współcześnie, duży wpływ na życie wspólnoty lokalnej zgromadzonej wokół kościoła pw. Wniebowzięcia NMP w Nowoczerkasku miał Ks. Prałat dr Tomasz Wiosna (1969-2019), jedyny proboszcz katolicki, który był w tej parafii w najnowszych czasach na stałe (8 lat).

## Miasta partnerskie
- Iserlohn, Niemcy
- Laventie, Francja
- Kronsztad, Rosja
- Sremski Karlovci, Serbia